# رابرت اچ پری
رابرت اچ. پری(به انگلیسی: Robert H. Perry) (۱۹۲۴-۱۹۷۸) دومین ویراستار کتاب مرجع هندبوک مهندسین شیمی پری است که توسط پدر وی جان اچ. پری نخستین بار در سال ۱۹۳۴ تالیف گردید. رشته تخصصی وی مهندسی شیمی بود و در دانشگاه‌های اکلاهما، روچستر و دلاویر به تدریس مشغول بود.